# Deicide

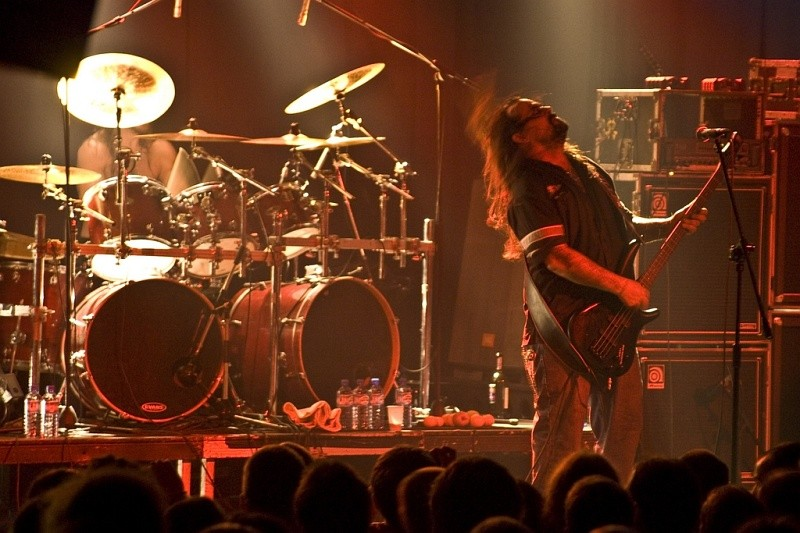
Deicide in 2009

Deicide is een Amerikaanse deathmetalband. De naam Deicide, "Godsmoord" is afgeleid van het Latijnse deus/dei ("God") en cida. Het laatste woord is terug te vinden in het Engels, bijvoorbeeld bij homicide ("mensdoding, moord") en suicide ("zelfdoding").

## Band
De band werd opgericht in 1987 in de Amerikaanse staat Florida. De band heette eerst Carnage en later Amon. Onder druk van Roadrunner Records werd de bandnaam in 1989 veranderd in Deicide. De band staat bekend als controversieel en is in sommige plaatsen uitgebannen vanwege hun anti-Christelijke teksten en mogelijk sympathieën. Het is echter een handelsmerk van de band geworden en wordt uitgedragen op cd en podium.
In 2005 worden mede-oprichters en tevens volledig gitaartandem, de gebroeders Brian en Eric Hoffman, uit de band gezet. Uiteindelijk worden zij vervangen door de gitaristen Jack Owen (ex-Cannibal Corpse) en de nota bene christelijke Ralph Santolla (ex-Death, ex-Iced Earth) waarmee in 2006 het album 'Stench Of Redemption' wordt opgenomen en uitgebracht.
Bandleden:
- Glen Benton - zang en basgitaar (1987-nu)
- Steve Asheim - drums (1987-nu), gitaar (2008)
- Kevin Quirion - gitaar (2008-2009, 2009-2010, 2011-nu)
- Chris Cannella - leadgitaar (2019-nu)

Ex-bandleden:
- Brian Hoffman - gitaar (1987-2004)
- Eric Hoffman - gitaar(1987-2004)
- Kevin Quirion - gitaar (2008-2009, 2009-2010)
- Dave Suzuki - gitaar (2004)
- Seth Van De Loo - zang (tour 2006)
- Garbathy Yaha - zang en basgitaar (tour 2006)
- Jack Owen - gitaar (2004-2016)
- Ralph Santolla - gitaar (2005-2007, 2008 (Sessie), 2009, 2010-2011) (overleden in 2018)

## Discografie
CD
- Amon: Feasting the Beast - 1989, opnieuw uitgebracht in 1993
- Deicide - 1990
- Legion - 1992
- Once Upon The Cross - 1995
- Serpents Of The Light - 1997
- Deicide: Remastered - 1998
- When Satan Lives - 1998
- Insineratehymn - 2000
- In Torment In Hell - 2001
- The Best of Deicide - 2003
- Scars of the Crucifix - 2004
- The Stench of Redemption - 2006
- Till Death Do Us Part - 2008
- To Hell With God - 2011
- In The Minds Of Evil - 2013[1]
- Overtures of Blasphemy - 2018
- Banished by Sin - 2024

DVD
- When London Burns - 2006
- Doomsday L.A. - 2007